# 菊池恭二
菊池 恭二（きくち きょうじ、1952年5月5日 - ）は、日本の棟梁、宮大工である。「法隆寺の鬼」と呼ばれた故西岡常一棟梁の元で修行を積む。菊池は著書の中で人育てに言及しており、基本は「教えないこと」という独自の教育論を展開している。

## 主な作品
- 薬師寺金堂
- 威光寺本堂